# ویژو، شهرستان ونچوان
ویژو، شهرستان ونچوان (به لاتین: Weizhou) یک شهرک در جمهوری خلق چین است که در ونچوان واقع شده‌است. ویژو ۱۲۸ کیلومتر مربع مساحت و ۳۱٬۴۰۹ نفر جمعیت دارد و ۱٬۳۷۲ متر بالاتر از سطح دریا واقع شده‌است.